# San-Pédro (departement)
San-Pédro är ett departement i Elfenbenskusten. Det ligger i regionen med samma namn, i den södra delen av landet, 260 km sydväst om huvudstaden Yamoussoukro.